# Omar Montes
Omar Ismael Montes Moreno (Madrid, España, 22 de junio de 1988) es un exboxeador, cantante y personaje mediático español que se dio a conocer en el programa de Gran hermano y posteriormente en programas de televisión como Mujeres y hombres y viceversa, Gran hermano Vip y Supervivientes, así como por su relación con Isa Pantoja, hija de Isabel Pantoja. A partir de entonces, se posicionó como uno de los artistas más escuchados de España con temas como «La rubia remix», «Alocao» junto con Bad Gyal, «Arena y sal» junto a Saiko o «La sevillana», entre otros. 

## Biografía

### Primeros años y llegada al panorama televisivo
Llegó a ser campeón de España de boxeo de los pesos Wélter, contando con 100 peleas amateurs. Su incursión en la música comenzó en el año 2015, coincidiendo con el debut de su primer videoclip: «Mentiras». Aunque su fama le vendría años después, cuando participó en el reality show Gran Hermano VIP 6, donde convivió junto a la que entonces era su pareja, Isa Pantoja, así como otros famosos tales Mónica Hoyos, Ángel Garó o El Koala. Omar entró como reserva en el concurso y, tras 14 días en la casa y una nominación directa por incitar a un compañero a abusar de una concursante, se convirtió en el tercer expulsado de la edición.

### 2018 - 2019: Supervivientes y primeros éxitos musicales
Tras su participación en el reality de Telecinco, la carrera profesional de Omar subió como la espuma, lanzando varios sencillos con otros artistas como: «Así Así» con Alba Dreid, «Fuego» junto a Moncho Chavea, Denom, Fyahbwoy y Arce y «Mamá» junto a Juanjo Sánchez y Daviles de Novelda, entre otros. Además, su carrera televisiva también aumentó con varias entrevistas en programas como Sábado Deluxe, Mujeres y hombres y viceversa o Viva la vida.
En 2019 se conoció la participación del cantante en el reality show Supervivientes, donde compartió edición con la madre de su exnovia, Isabel Pantoja, la periodista Chelo García Cortés, las cantantes Encarna Salazar y Toñi Salazar o el presentador Carlos Lozano; además volvió a coincidir con Mónica Hoyos, una de sus compañeras en Gran Hermano Vip 6, entre otros. Coincidiendo con su victoria en el reality, lanzó el remix «La rubia» junto a La Nueva Escuela, canción que consiguió ser disco de platino y mantenerse en las listas de éxitos durante varias semanas.
Con el éxito del sencillo «La rubia (Remix 2)» y la inminente salida de su primer álbum: «La vida mártir», se conoció el lanzamiento de un tema junto a la cantante trapera Bad Gyal llamado «Alocao», que se mantuvo número 1 en las listas de éxitos durante semanas y que recibió cuatro discos de platino. Consagrado su éxito, sus sencillos y colaboraciones tras «Alocao» han recibido gran éxito entre el público, especialmente «Como el agua» junto a Ana Mena, «Pegamos tela» junto a Abraham Mateo y Lérica, con disco de oro, «Prendío (Remix)» en colaboración con RVFV y Daviles de Novelda, que se mantuvo en las listas de éxitos desde enero de 2020 hasta marzo del mismo año y que recibió el disco de platino o «Más y más» junto a Ñengo Flow, que en menos de 24 horas consiguió ser la principal tendencia en YouTube España
En cuanto a su trayectoria televisiva, además de participar en dos reality-shows de la principal cadena de Mediaset España, ha colaborado en el programa Mujeres y hombres y viceversa a modo de comentarista. También ha aparecido en diversas entrevistas como en el especial de Nochebuena de Mi casa es la tuya junto a otros artistas como Ainhoa Arteta, Santi Millán o Paz Padilla y presentado por Bertín Osborne, en el programa de sorpresas Volverte a ver presentado por Carlos Sobera o en un vídeo especial de El hormiguero, presentado por Pablo Motos.

### 2020 - presente: Estabilidad en la música
En 2020 fue nominado a los Premios Odeón en la categoría «Mejor canción» por el tema «La rubia (Remix 2)» junto a La Nueva Escuela. Ese mismo año, tras el aumento sostenido de su caché en los últimos años, algunas fuentes estimaron que Montes obtenía unas ganancias de 160.000€ al mes gracias a eventos, fiestas privadas y conciertos. También se anunció su colaboración con la empresa Nike para el lanzamiento de «Illuminati Collection».
En verano de 2020 lanzó junto a Nyno Vargas el tema «Hola, Nena», con el que consiguió la certificación de disco de platino y «Tinder» con Arce. A finales del mismo año, se conoció que era el cantante español más escuchado en la plataforma Spotify.
En 2021 sacó el sencillo «Solo» junto a Ana Mena y Maffio, que se convirtió en número 1 en tendencias de Youtube en poco tiempo y que llegó a la séptima posición en el top canciones de España. El sencillo fue certificado con doble disco de platino por los Productores de Música de España. Ese mismo año se confirmó su participación en la segunda edición del concurso El desafío en Antena 3, donde concursa con famosos de la talla de Norma Duval, El Monaguillo o Jesulín de Ubrique. En mayo lanzó el sencillo «Pa ti» junto con la artista italiana Baby K. La canción entró rápidamente en las listas de éxitos italianas con la posición 95. En junio lanzó la canción «No quiero amor» con RVFV, que se alzó con la vigésimo cuarta posición en las listas musicales de España. En julio colaboró junto a Camela en el sencillo «Vete» y con Fabbio y Lennis Rodríguez en el remix «Diablita». En agosto lanzó una colaboración con JC el Diamante titulada «Beba que quieres que haga».
En julio de 2021 Amazon Prime Video anunció el desarrollo de una serie documental sobre el cantante titulada El Principito es Omar Montes para finales del mismo año, compuesta de cuatro episodios que tratan de momentos clave para el artista, recordando desde sus inicios en Pan Bendito a su posterior ascenso a la fama y la gestión de esta, además de enfrentare a sus fantasmas para encontrar la inspiración de cara a su próximo álbum. El proyecto se estrenó el 12 de noviembre en la plataforma. En agosto del mismo año se estrenó como colaborador del programa de Televisión Española Lazos de sangre. Además, se unió al remix de la canción «Diablita», de Fabio Colloricchio, con la que obtuvo la certificación de disco de platino y estrenó en sencillo «Beba que quieres que haga», con la que obtuvo otra certificación en disco de oro.
En septiembre debutó como modelo de pasarela para la Mercedes-Benz Fashion Week Madrid con la diseñadora Ágatha Ruiz de la Prada. Además, se anunció su fichaje como asesor de la próxima edición de La voz Senior, en Antena 3 y también su debut como presentador para el canal Cuatro con el programa de entrevistas Montes y cía, donde firmó cinco entregas. En octubre recibió una nominación para Los40 Music Awards 2021 en la categoría de "Artista o grupo del 40 al 1".

## Discografía

### Álbumes de estudio
| Título                  | Detalles                                                                                       | Mejor posición en ESP |
| ----------------------- | ---------------------------------------------------------------------------------------------- | --------------------- |
| La vida mártir          | - Lanzamiento: 5 de abril de 2019 - Discográfica: Zamara Music - Formato: CD, descarga digital | 10                    |
| Quejíos de un maleante  | - Lanzamiento: 24 de noviembre de 2022 - Discográfica: Sony Music Entertainment US Latin LLC   | 23                    |
| Lágrimas de un maleante | - Lanzamiento: 31 de mayo de 2024 - Discográfica: Sony Music Entertainment US Latin LLC        | 22                    |

### Sencillos
Aquí se ve una lista de los singles más exitosos del cantante, en referencia a sus reproducciones, certificaciones y visualizaciones, en caso de tener videoclip:
| Título                                                                                    | Año  | Mejor posición | Mejor posición | Certificaciones           | Álbum                  |
| Título                                                                                    | Año  | ESP            | ITA            | Certificaciones           | Álbum                  |
| ----------------------------------------------------------------------------------------- | ---- | -------------- | -------------- | ------------------------- | ---------------------- |
| «Más que amigos» con Ylenia Padilla y Moncho Chavea                                       | 2016 | ―              | ―              |                           | Sin álbum              |
| «Conmigo» con Moncho Chavea                                                               | 2017 | ―              | ―              |                           | Sin álbum              |
| «Así así» con Alba Dreid                                                                  | 2017 | ―              | ―              |                           | Sin álbum              |
| «Fuego» con Moncho Chavea, Denom, Fyahbwoy y Arce                                         | 2018 | ―              | ―              |                           | Sin álbum              |
| «Pantera» con Daviles de Novelda y Salcedo Leyry                                          | 2018 | ―              | ―              |                           | Sin álbum              |
| «Tiki tiki» con Elias, y Moncho Chavea                                                    | 2018 | ―              | ―              |                           | Sin álbum              |
| «La rubia (Remix 2)» con La Nueva Escuela                                                 | 2019 | 5              | ―              | - PROMUSICAE: 3x Plantino | Sin álbum              |
| «Alocao» con Bad Gyal                                                                     | 2019 | 1              | ―              | - PROMUSICAE: 5x Platino  | Sin álbum              |
| «Morena»                                                                                  | 2019 | ―              | ―              |                           | La vida mártir         |
| «Como el agua» con Ana Mena                                                               | 2019 | 81             | ―              | - PROMUSICAE: Oro         | La vida mártir         |
| «Prendío (Remix)» con RVFV y Daviles de Novelda                                           | 2019 | 14             | ―              | - PROMUSICAE: 2x Platino  | Sin álbum              |
| «Pegamos tela» con Abraham Mateo y Lérica                                                 | 2020 | 17             | ―              | - PROMUSICAE: Platino     | Sin álbum              |
| «No me olvida» con Robledo y Químico Ultramega                                            | 2020 | 84             | ―              |                           | Sin álbum              |
| «Más y más» con Ñengo Flow                                                                | 2020 | 45             | ―              |                           | Sin álbum              |
| «Rueda (Remix)» con Chimbala y Juan Magán                                                 | 2020 | 44             | ―              | - PROMUSICAE: Oro         | Sin álbum              |
| «Hola, nena» con Nyno Vargas                                                              | 2020 | 9              | ―              | - PROMUSICAE: Platino     | Sin álbum              |
| «Tinder» con Arce                                                                         | 2020 | 49             | ―              |                           | Sin álbum              |
| «Dime bbsita (Remix)» con Antonio Hernández y Moncho Chavea                               | 2020 | 47             | ―              |                           | Sin álbum              |
| «No puedo amar» con RVFV                                                                  | 2020 | 24             | ―              | - PROMUSICAE: Oro         | Sin álbum              |
| «En mute» con Lérica y Cali y el Dandee                                                   | 2020 | ―              | ―              |                           | Sin álbum              |
| «Normal que se lo crea» con Daviles de Novelda, RVFV                                      | 2020 | 75             | ―              |                           | Sin álbum              |
| «Fake Capo (Remix)» con RVFV y Karetta el Gucci                                           | 2020 | 28             | ―              | - PROMUSICAE: Oro         | Sin álbum              |
| «Rebelde» con Yotuel y Beatriz Luengo                                                     | 2021 | 85             | ―              |                           | Sin álbum              |
| «Solo» con Ana Mena y Maffio                                                              | 2021 | 7              | ―              | - PROMUSICAE: 3x Platino  | Sin álbum              |
| «Pa ti» con Baby K                                                                        | 2021 | ―              | 69             | - FIMI: Oro               | Sin álbum              |
| «No quiero amor» con RVFV                                                                 | 2021 | 24             | ―              | - PROMUSICAE: Platino     | Sin álbum              |
| «Vete» con Camela                                                                         | 2021 | ―              | ―              |                           | Sin álbum              |
| «Diablita remix» con Fabbio y Lennis Rodríguez                                            | 2021 | 14             | ―              | - PROMUSICAE: 2x Platino  | Sin álbum              |
| «Beba que quieres que haga» con JC el Diamante                                            | 2021 | 8              | ―              | - PROMUSICAE: 2x Platino  | Sin álbum              |
| «Rakata remix» con Varios artistas                                                        | 2021 | 39             | ―              | - PROMUSICAE: Platino     | Sin álbum              |
| «La llama del amor» con Jairo deRemache                                                   | 2022 | 6              | ―              | - PROMUSICAE: 3x Platino  | Quejíos de un maleante |
| «La culpa» con C. Tangana                                                                 | 2022 | 8              | ―              | - PROMUSICAE: Oro         | Sin álbum              |
| «Si Tú Te Vas Remix» con Kaydy Cain, Khaled y Yung Beef                                   | 2022 | 6              | ―              | - PROMUSICAE: 2x Platino  | Sin álbum              |
| «Soltera» con Cali y El Dandee                                                            | 2022 | ―              | ―              |                           | Sin álbum              |
| «Una y mil veces» con C Tangana                                                           | 2022 | 11             | ―              | - PROMUSICAE: Oro         | Sin álbum              |
| «Patio de la cárcel» con Farrago                                                          | 2022 | 14             | ―              | - PROMUSICAE: Oro         | Sin álbum              |
| «Dame» con Quevedo                                                                        | 2023 | 9              | ―              | - PROMUSICAE: 2x Platino  | Donde quiero estar     |
| «Arena y sal» con Saiko y Tunvao                                                          | 2023 | 6              | ―              | - PROMUSICAE: 4x Platino  | Sin álbum              |
| «Spanish teteo» con RVFV y Rels B                                                         | 2023 | 44             | ―              | - PROMUSICAE: Oro         | Sin álbum              |
| «Oye BB» con Nicky Jam                                                                    | 2023 | 43             | ―              | - PROMUSICAE: Oro         | Sin álbum              |
| «Falsos recuerdos» con Abraham Mateo                                                      | 2024 | 22             | ―              | - PROMUSICAE: Oro         | Sin álbum              |
| «Japoni» con Varios artistas                                                              | 2024 | 32             | ―              | - PROMUSICAE: Platino     | Sin álbum              |
| «El conjuntito» con El Bobe                                                               | 2024 | 1              | ―              | - PROMUSICAE: 2x Platino  | Sin álbum              |
| «La sevillana»                                                                            | 2024 | 2              | ―              | - PROMUSICAE: Platino     | Sin álbum              |
| «Yo lo soñé» con Saiko                                                                    | 2024 | 3              | ―              | - PROMUSICAE: Platino     | Sin álbum              |
| «El pantalón» con Lola Índigo y Las Chuches                                               | 2024 | 3              | ―              | - PROMUSICAE: Oro         | Sin álbum              |
| "—" denota una canción que no ha entrado en lista o no ha sido lanzada en ese territorio. |      |                |                |                           |                        |

## Trayectoria

### Programas de televisión
| Año         | Programa                      | Cadena      | Función      |
| ----------- | ----------------------------- | ----------- | ------------ |
| 2019 – 2020 | Mujeres y hombres y viceversa | Cuatro      | Comentarista |
| 2020        | Espejo público                | Antena 3    | Invitado     |
| 2020        | Typical Spanish               | La 1        | Invitado     |
| 2020        | Pasapalabra                   | Antena 3    | Invitado     |
| 2020; 2022  | Zapeando                      | La Sexta    | Invitado     |
| 2020 – 2021 | Los Gipsy Kings               | Cuatro      | Protagonista |
| 2020 – 2024 | El hormiguero                 | Antena 3    | Invitado     |
| 2021        | ¡Feliz 2021!                  | La 1        | Invitado     |
| 2021        | La resistencia                | #0          | Invitado     |
| 2021        | Lazos de sangre               | La 1        | Invitado     |
| 2021        | Ya son las ocho               | Telecinco   | Invitado     |
| 2021        | El Principito es Omar Montes  | Prime Video | Protagonista |
| 2021        | La noche D                    | La 1        | Invitado     |
| 2021 – 2022 | ¡Viva la fiesta!              | Telecinco   | Invitado     |
| 2022        | La Voz Senior                 | Antena 3    | Asesor       |
| 2022        | Idol Kids                     | Telecinco   | Jurado       |
| 2022        | Planeta Calleja               | Cuatro      | Invitado     |
| 2022        | En la corte del Principito    | Prime Video | Protagonista |
| 2022        | El hormiguero                 | Antena 3    | Colaborador  |
| 2023        | Las tres puertas              | La 2        | Invitado     |
| 2024        | Feat, vive tu sueño           | Playz       | Jurado       |

#### Como concursante
| Año  | Programa            | Cadena             | Notas           |
| ---- | ------------------- | ------------------ | --------------- |
| 2018 | Gran Hermano VIP    | Telecinco          | 3.er expulsado  |
| 2019 | Supervivientes      | Telecinco y Cuatro | Ganador         |
| 2019 | Ven a cenar conmigo | Cuatro             | Finalista       |
| 2022 | El desafío          | Antena 3           | 2.º clasificado |

### Series de televisión
- 2019: Una vida de mierda en Mtmad como él mismo en un episodio.

### Cine
- 2022: Padre no hay más que uno 3 como Big Bambini

### Vídeos promocionales
- 2020: Hormigueddon en Antena 3 (Youtube).[65]
- 2021: La clase de recuperación de El internado: Las Cumbres en Prime Video (Youtube).[66]

## Premios y nominaciones
| Año  | Premio                     | Categoría                                            | Trabajo nominado                                    | Resultado | Ref.   |
| ---- | -------------------------- | ---------------------------------------------------- | --------------------------------------------------- | --------- | ------ |
| 2020 | Premios Odeón              | Mejor canción                                        | «La rubia (Remix 2)» junto a La Nueva Escuela       | Nominado  | [ 67 ] |
| 2020 | LOS40 Music Awards         | Mejor artista o grupo revelación en categoría latina | Él mismo                                            | Nominado  | [ 68 ] |
| 2021 | Latin Music Italian Awards | Mejor canción eurolatina                             | «Alocao» junto a Bad Gyal                           | Ganador   | [ 69 ] |
| 2021 | Premios Odeón              | Mejor canción urbana                                 | «Alocao» junto a Bad Gyal                           | Nominado  | [ 70 ] |
| 2021 | Premios Odeón              | Mejor canción urbana                                 | «Prendio (Remix)» junto a RVFV y Daviles de Novelda | Nominado  | [ 70 ] |
| 2021 | Premios Odeón              | Artista Odeón revelación urbano                      | Él mismo                                            | Nominado  | [ 70 ] |
| 2021 | LOS40 Music Awards         | Artista o grupo del 40 al 1                          | Él mismo                                            | Nominado  | [ 71 ] |

## Obras
- Mi vida mártir. HarperCollins Ibérica. 6 de octubre de 2021. p. 200. ISBN 9788491397106.[72]